# DUNS
DUNS или D-U-N-S (полностью англ. Data Universal Numbering System — «Универсальная система нумерации данных»):
1. Международный идентификатор юридических лиц. Система нумерации компаний была введена в 1963 г. американской корпорацией Dun & Bradstreet (D&B), в обиходе — DUNS-реестр, которая существует с 1841 г. и является старейшим мировым провайдером информации о юридических лицах[1].
2. Номер используется для быстрого поиска информации о юридических лицах в глобальной базе данных Dun & Bradstreet, которая охватывает все компании мира, присваивается участниками международного партнерства World Wide Network. Благодаря использованию номера участники международной экономической деятельности — банки, экспортеры, импортеры, государственные органы — могут идентифицировать работающие с ними организации и выполнить международные требования по проверке контрагентов.
3. Цифровая запись в данном реестре для уникальной идентификации компаний, в обиходе — номер DUNS или DUNS-номер. Представляет собой уникальный идентификационный код из девяти цифр, присваиваемый субъекту предпринимательской деятельности. Заявленной целью создания реестра D-U-N-S в 1963 году было подтверждение деловой репутации субъектов предпринимательской деятельности.[источник не указан 1357 дней]

## Получение номера
DUNS присваивается всем зарегистрированным в разных странах юридическим лицам, в том числе государственным организациям, автоматически. По состоянию на 25 февраля 2017 года официальный сайт проекта сообщает, что получить DUNS-номер по официальной заявке можно бесплатно, он учреждается в системе за время от 24 до 48 часов.
Номер также можно получить в Сети, но тогда срок ожидания составит 30 рабочих дней (за одним исключением — номер DUNS присваивается мгновенно коммерческим структурам c регистрационным номером Великобритании).